# Koniecwałd
Koniecwałd (dawniej: niem. Konradswald) – wieś w Polsce położona w województwie pomorskim, w powiecie sztumskim, w gminie Sztum przy drodze krajowej nr 55.
Wieś królewska położona była w II połowie XVI wieku w województwie malborskim. W latach 1975–1998 miejscowość administracyjnie należała do województwa elbląskiego.